# Daniel Castro
Daniel Castro, född 19 april 1997, är en spansk bågskytt. Han deltog vid olympiska sommarspelen 2020.